# フライング・ボディシザース・ドロップ
フライング・ボディシザース・ドロップ（Frying Bodyscissors Drop) は、プロレス技の一種である。日本名は空中胴絞め落とし（くうちゅうどうじめおとし）。近年は創始者であるルー・テーズの名を取り、ルー・テーズ・プレス（Lou Thesz Press）という名称も用いられている。

## 概要
走ってきた相手の胴を自身の両足で挟み込みながら前に倒れこんで押し倒して上になった体勢のままフォールを奪う。ボディ・アタック系の技の元祖となっている。両足で挟み込みをした際に「相手の頭部を手で押さえて固定するのがテーズ式」と、トミー・リッチが来日した際に全日本プロレス中継で解説のコメントがある。
ルー・テーズのオリジナル技として最初に登場して力道山との対戦でも出している。テーズは、この技をバックドロップと共にジャンボ鶴田に伝授して鶴田は勝負どころで、この技を使った。また、来日して鶴田と戦うことになったリッチにも伝授してテーズプレス合戦という面白い展開となった。リッキー・スティムボートはジャンピング・ショルダー・プレスという名称で独特のフォームで使用していた。
ほかの使い手にはザ・デストロイヤー、ストーン・コールド・スティーブ・オースチンがいる。特にオースチンは「ストーン・コールド」というラフファイターのキャラクターになってからも、この技を大試合で好んで使っており、この技の後、マウントポジションから相手を殴り続けるパターンに移行する。彼がもともとテクニシャンだったことの名残である。

## 返し技
この技の返し方として押し倒される時に歩幅を調整して相手の体がロープに当たるように倒れ込むという手がある。普通にロープに当たっても効果があるが、うまく顔や喉に当たると逆転勝ちすら狙えるほどのダメージになる。1988年3月27日にブルーザー・ブロディにインターナショナル・ヘビー級王座を奪われた試合や1989年6月5日に天龍源一郎に三冠ヘビー級王座を奪われた試合など、鶴田がフライング・ボディーシザース・ドロップを切り返されて負ける時の多くは、このパターンであった。

## 主な使用者
- ルー・テーズ
- トミー・リッチ
- リッキー・スティムボート
- ザ・デストロイヤー
- ストーン・コールド・スティーブ・オースチン
- ジャンボ鶴田
- 冬木弘道
- 獣神サンダー・ライガー
- 吉江豊
- ドン・フジイ
- 森嶋猛
- アントーニオ本多
- 白川未奈
- 宮城もち